# Agata Znamirowska
Agata Marta Znamirowska – polska zootechnik, dr hab. nauk rolniczych, profesor uczelni Instytutu Technologii Żywności i Żywienia, Kolegium Nauk Przyrodniczych Uniwersytetu Rzeszowskiego.

## Życiorys
17 marca 1999 obroniła pracę doktorską Wpływ czynników przyżyciowych na jakość mięsa końskiego, 24 listopada 2005 habilitowała się na podstawie pracy zatytułowanej Wartość rzeźna, jakość mięsa i tłuszczu chłodzonego i mrożonego oraz poziom akumulacji związków toksycznych w zależności od wieku koni. Została zatrudniona na stanowisku profesora nadzwyczajnego i kierownika w Zakładzie Technologii Mleczarstwa na Wydziale Biologicznym i Rolniczym Uniwersytetu Rzeszowskiego.
Jest profesorem uczelni w Instytucie Technologii Żywności i Żywienia, Kolegium Nauk Przyrodniczych Uniwersytetu Rzeszowskiego.

## Odznaczenia
- Srebrny Krzyż Zasługi (2018)[4]